# Oxyanthus oliganthus
Oxyanthus oliganthus är en måreväxtart som beskrevs av Karl Moritz Schumann. Oxyanthus oliganthus ingår i släktet Oxyanthus och familjen måreväxter. Inga underarter finns listade i Catalogue of Life.